# Islas Eolias
Las islas Eolias o Eólicas (del italiano: Isole Eolie) constituyen un archipiélago volcánico situado en el mar Tirreno, cerca de la costa nordeste de Sicilia. Fueron declaradas Patrimonio de la Humanidad por la Unesco en 2000.
La isla más grande es Lípari, razón por la cual se conoce también al archipiélago como islas Lípari. Las otras islas son Vulcano, Salina, Estrómboli, Filicudi, Alicudi y Panarea.
Dice Diodoro Sículo que las islas llamadas Eolias son siete: Estróngile y Evónimos, luego Dídime, Fenicodes y Encodes, y asimismo Hiera de Hefesto y Lípara, en la que se levanta una ciudad del mismo nombre. Están situadas entre Sicilia e Italia, en línea recta desde el estrecho.
Las Eolias están dispuestas en forma de Y: Vulcano se halla en la extremidad inferior, Alicudi y Estrómboli en los extremos superiores, al oeste y al este respectivamente.
La ciudad más grande en ellas es Lípari, situada en la isla del mismo nombre. Acoge alrededor de 11 000 habitantes.

## Historia

### Historia mítica
Los primeros amos de las islas fueron los dioses y monstruosas criaturas.

Eolo, el dios griego de los vientos, dio su nombre al archipiélago y regaló a Ulises un odre lleno de vientos favorables.
Hefesto, al que los latinos llamaban Vulcano, famoso por ser el forjador de los rayos de Zeus y del tridente de Poseidón, tenía aquí su fragua y vivía con sus ayudantes, los cíclopes, en el interior del cráter de Vulcano.
El mítico rey Líparo, hijo de Eolo, rebautizó con su nombre la antigua Melignis, la más grande de las islas.

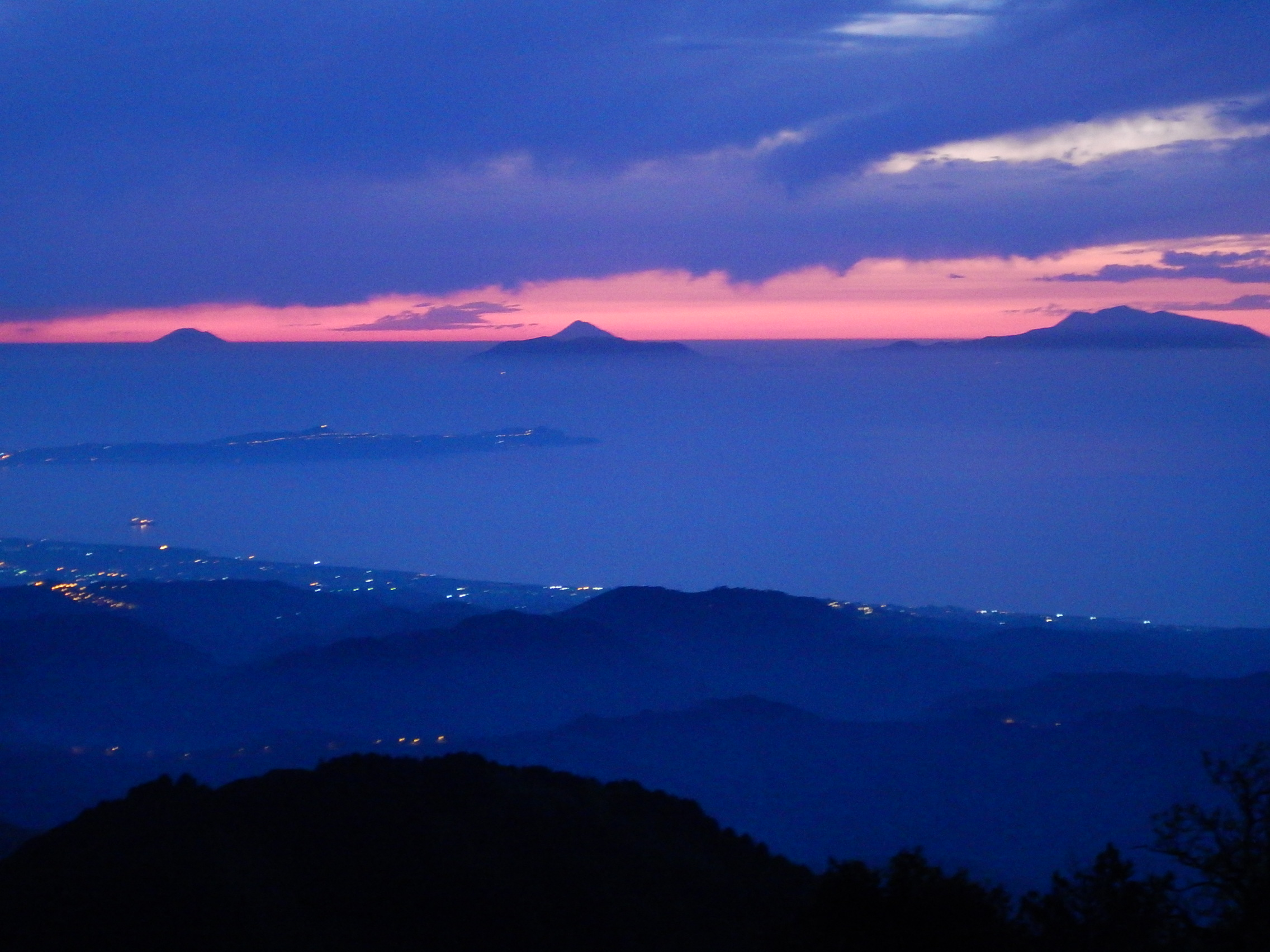
Islas Eolias vistas desde el Monte Dinnamare, Peloritanos

### Prehistoria y protohistoria

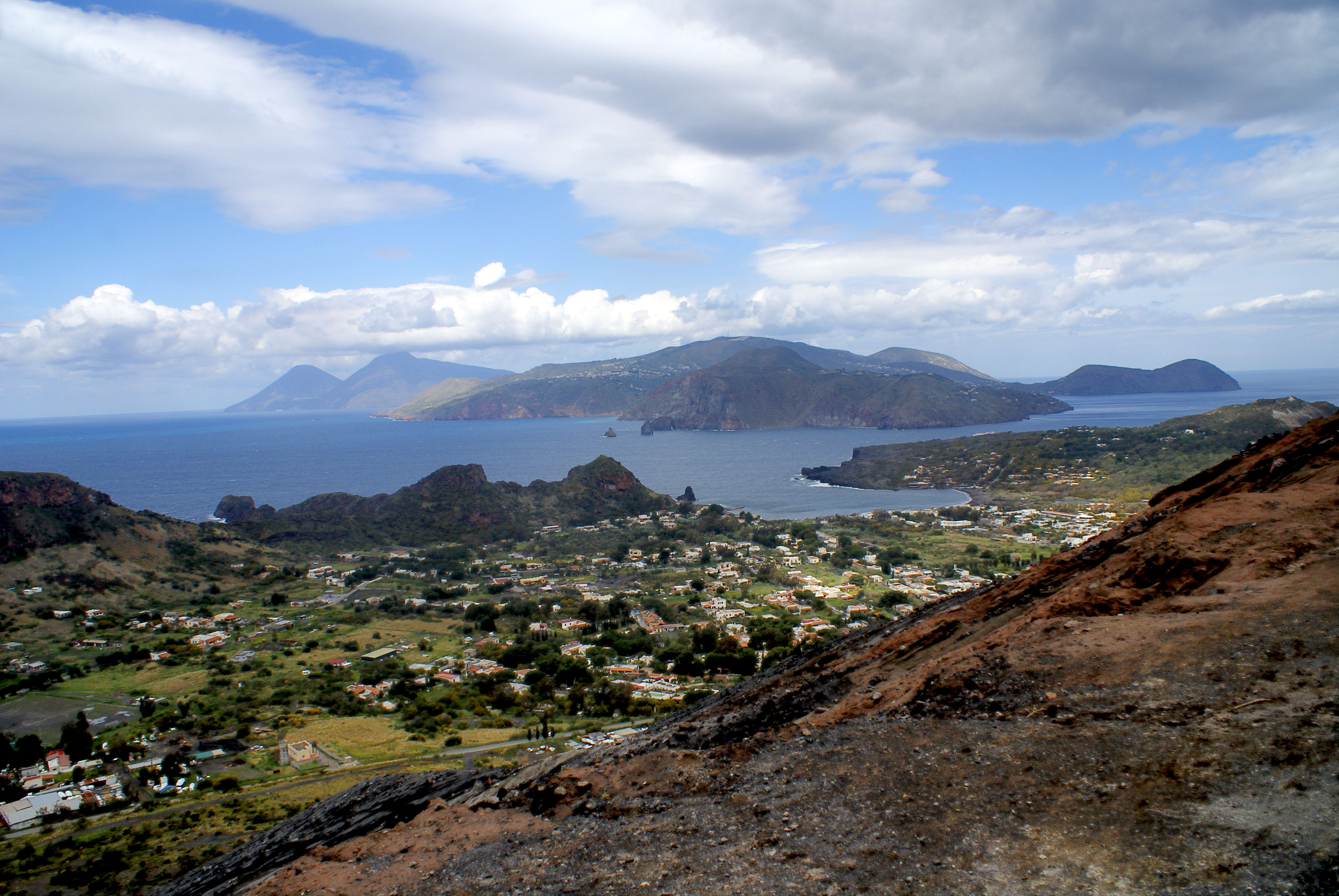
En primer término Vulcano, Lipari en el medio, Salina a la izquierda y Panarea a la derecha.

Utilizando embarcaciones primitivas, los primeros pobladores desembarcaron aquí hace aproximadamente 6.000 años. Pueblo de pastores, agricultores o comerciantes, pero sobre todo de artesanos de la cerámica. Descubrieron la obsidiana, mineral de durísima roca volcánica vitrificada negra y reluciente, que no se produce en todos los volcanes. La obsidiana causó el extraordinario desarrollo de la civilización neolítica en el archipiélago, con la creación de aldeas y la intensificación de los intercambios comerciales marítimos. A partir de la obsidiana se obtenían herramientas, raspadores, puntas de flecha y hojas menos resistentes que el sílex, pero más duras.
Se ha encontrado gran abundancia de obsidiana de Lípari en los poblados neolíticos de Sicilia y de la península italiana e incluso en las costas de Francia meridional y en Dalmacia.
La piedra pómez era empleada sobre todo como piedra abrasiva, sobre la cual se limaban las herramientas y utensilios. Los grandes depósitos de piedra pómez de las laderas del monte Pilato han dado trabajo a numerosas generaciones de liparotas.
La lava se utilizó para construir las primeras viviendas: material sólido, poroso, perfecto para aislar de las tempestades, canículas, y para refugiarse de las lluvias traídas por los vientos desérticos. Para los cimientos se empleaban los bloques de lava, las paredes se construían con porosa piedra pómez, para el suelo la toba. Para el techo se usaba el llamado "astrico". Aunque el término "techo"es impropio, teniendo en cuenta su uso: en realidad se trataba de terrazas para recoger el agua de lluvia y almacenarla en cisternas subterráneas.
Según los hallazgos, los primeros habitantes de Lipari se establecieron en los altiplanos del "Castellaro Vecchio". En el cuarto milenio  a. C. surgió el primer núcleo habitado, construido en la roca del Castillo de Lípari. El comercio de la obsidiana propició la expansión demográfica y urbanística, extendiéndose el asentamiento de la Rocca hasta la planicie de la calle Diana.
A finales del tercer milenio  a. C., con el inicio de la Edad del Bronce, llegan a Lípari y al resto de las Eolias nuevos grupos étnicos, debido a los regulares contactos que se establecieron con los micénicos. Las islas fueron frecuentadas por pueblos micénicos de estirpe eólica, ya fuertemente arraigados en Metaponto, que las convirtieron en una especie de puestos vigías para controlar las vías comerciales que atravesaban el estrecho de Mesina. Precisamente de este pueblo eólico tomaron las islas el nombre que aún hoy conservan, al que hacen referencia las leyendas del mítico rey Eolo, señor de los vientos, citado en la Odisea.
En el curso del siglo XIII a. C. se establecieron en las islas, procedentes de las costas de Campania, pueblos ausonios con los cuales se relaciona la leyenda del rey Líparo de la que tomó su nombre la ciudad. Despobladas a finales del siglo X a. C. quizás a causa de rivalidades entre diversos pueblos por la supremacía marítima del bajo Tirreno, las islas quedaron prácticamente desiertas durante algunos siglos.

### Época griega (colonización)
Durante la 50 Olimpiada (580 - 576 a. C.) Lípari fue colonizada por griegos de estirpe dórica, procedentes de Cnido y de Rodas, comandados por el heráclida Pentatlo, supervivientes de una infeliz tentativa de fundar una colonia en el lugar donde se halla la actual Marsala. Los nuevos colonos necesitaron, en primer lugar, defenderse de las incursiones de los etruscos (tirrenos). Para ello, armaron una poderosa flota, con la que obtuvieron numerosas victorias y se aseguraron la supremacía en el mar. Con el botín conquistado erigieron, en el santuario de Apolo, en Delfos, unos monumentos votivos (más de cuarenta estatuas de bronce), de cuyos basamentos queda constancia.

### Siglos V y IVa.C.
En 427 a. C., durante la primera expedición ateniense a Sicilia, conducida por Laques, los liparienses estrecharon una alianza con los siracusanos, quizás por su común origen dórico. Como afirma Tucidides, sufrieron ataques sin graves consecuencias, de la flota ateniense y de Regio.
Los barcos liparienses dominaban el bajo Tirreno. El año 393 a. C. interceptaron un barco romano que llevaba a Delfos una gran vasija que representaba la décima parte del botín de la conquista de Veyes. Pero su supremo magistrado, Timasiteo les obligó a restituirla, por tratarse de una obra sagrada dedicada al dios Apolo, que los liparienses veneraban.
En la expedición cartaginesa del 408 a. C. - 406 a. C. Lípari mantuvo de nuevo relaciones amistosas con Siracusa. Por este motivo, fue atacada por el general cartaginés Himilcón, que se adueñó de la ciudad y obligó a los habitantes a pagar una indemnización de 30 talentos. Cuando se marcharon los cartagineses, Lipari recobró su independencia.
Durante la tiranía de Dionisio el Viejo, Lípari permaneció al lado de Siracusa y, posteriormente, al de Tíndaro.
Posteriormente, las islas fueron escenario de enfrentamientos entre Roma y Cartago por su situación estratégica. En 260 a. C., la victoria romana en la Batalla de las Islas Eolias sancionó el final de la primera guerra púnica y la sustitución del dominio marítimo cartaginés del mar Mediterráneo por el romano.

### Finales delsigloIVy siglos III y IIa.C.
En el año 304 a. C., la isla fue atacada por Agatocles, que le impuso un tributo de 50 talentos, perdido durante la travesía hacia Sicilia, por una tempestad atribuida a la cólera de Eolo. Después, Lipari cayó bajo el yugo cartaginés, situación en la que se encontraba cuando estalló la primera guerra púnica. Por sus excelentes puertos y por su posición de alto valor estratégico, el archipiélago se convirtió en una mejores estaciones navales cartaginesas. En el año 262 a. C. el cónsul romano Cneo Cornelio Escipión, confiando en que podía adueñarse de Lípari con cierta facilidad, quedó bloqueado por Aníbal, quien consiguió capturarlo con toda su escuadra. En 258 a. C. Atilio Calatino cercaba la ciudad ante posibles asedios. En el 257 a. C. las aguas de las Eolias fueron el escenario de una cruenta batalla entre las flotas cartaginesa y romana. Lípari fue conquistada por los romanos en el año 252 a. C. Arrasada con cruentas matanzas, perdió junto a la independencia la prosperidad económica. Entonces se inició un período de grave decadencia para la ciudad.
Por otra parte, siguió obteniendo sustanciales ingresos económicos de la industria del alumbre, que probablemente se extraía en la isla de Vulcano ya desde la Edad del Bronce y del que Lípari tenía el monopolio en el mundo antiguo. Asimismo, también eran muy frecuentadas las excelentes aguas termales de Vulcano y de Lípari, que también gozaron de notable renombre en la Roma imperial. Cicerón recuerda a Lípari y habla de los atropellos que sufrió por parte de Verres.

### Siglos Ia.C. hasta elsigloIV
Las islas Eolias tuvieron una gran importancia estatégica durante la guerra civil entre Octaviano y Sexto Pompeyo, quien fortificó Lípari. Fue conquistada en el año 36 a. C. por Agripa, almirante de Octaviano, que convirtió la isla de Vulcano en la base de su flota para las operaciones que precedieron a la Batalla de Nauloco y para el sucesivo desembarco en Sicilia. Lípari sufrió también en esta ocasión nuevas devastaciones y nuevos desastres.
Parece que posteriormente la isla de Lípari pudo gozar del estado jurídico de municipium. Plinio el Viejo la definió como oppidum civium romanorum.
No hay noticias relativas a todo el periodo imperial romano (siglos I-IV). Solo sabemos que el emperador Caracalla, después de ordenar que asesinaran a Plauciano, su suegro, desterró a la isla a la mujer de este, Plautila, y a su cuñado Plaucio, quienes murieron en el exilio.

### Era cristiana hasta la Edad Media
En la era cristiana (quizás a partir del siglo IV), Lípari fue sede episcopal y al menos desde el siglo VI eran veneradas en su catedral las reliquias del apóstol San Bartolomé, que, según las tradiciones transmitidas por escritores bizantinos, llegaron milagrosamente desde Armenia.

### Edad Media
En los siglos de la Alta Edad Media, Lipari fue meta de peregrinajes desde países cercanos y lejanos. Alrededor de las islas Eolias, y en particular de Lípari y Vulcano, floreció una rica y variopinta cosecha de tradiciones. En aquel tiempo, el cráter de Vulcano era considerado como la boca del infierno, en la que se quemaban las almas de los réprobos. Es conocida la leyenda relatada por San Gregorio Magno que habla del eremita que, el mismo día de la muerte de Teodorico, vio cómo el alma del rey godo era arrojada al cráter por Papa Juan I y el patricio Simmaco, asesinado por órdenes del primero.
También florecieron otras leyendas alrededor de las figuras del santo Obispo Agatón y del eremita San Calogero, que liberaba a la isla de los diablos y hacía que manaran las aguas salubres que llevaban su nombre.
Tras muchos decenios de inactividad volcánica, en la Alta Edad Media ésta se reanudó en la isla de Lípari. Entonces se abrieron los nuevos cráteres: el del monte Pelato, que hizo erupción de inmensas masas de piedra pómez, y el de la Pirrera, más cercano a la ciudad, que hizo erupción de una colada de obsidiana.
En el año 839, Lípari fue destruida por una incursión musulmán, que masacró y deportó en esclavitud a la población y profanó las reliquias de San Bartolomé. Estas reliquias, píamente recogidas por unos ancianos monjes que escaparon a la matanza, fueron transportadas al año siguiente a Salerno, y desde allí a Benevento. Durante algunos siglos, Lípari quedó casi totalmente desierta, hasta la reconquista de Sicilia por parte de los normandos, que en 1083 instalaron allí al abad Ambrosio con un grupo de monjes benedictinos. Alrededor del monasterio, del que aún quedan ruinas al lado de la catedral, volvió a formarse un núcleo urbano.
En 1331 fue reconstruida la sede episcopal de Lipari unida a la de Patti.
Roberto I de Nápoles, se adueñó de Lípari en 1340.

### Siglos posteriores
La guerra despobló las islas, que fueron recolonizadas posteriormente desde las regiones italianas peninsulares del bajo Tirreno (especialmente de Calabria y Campania), así como desde la isla de Sicilia.
En 1540 las islas fueron saqueadas por el corsario Barbarroja, que se llevó parte de los habitantes del archipiélago como esclavos. En 1544, las islas volvieron a ser escenario de violentos enfrentamientos, esta vez entre la Monarquía Hispánica y los piratas argelinos de Jeireddín Barbarroja (apoyados por el Reino de Francia y el Imperio otomano). Lípari fue posteriormente reedificada por Carlos V y desde entonces siguió el destino de Sicilia y del Reino de Nápoles.
Hasta la década de 1940, estas islas solo se conocían como cárcel para exiliados políticos. Posteriormente, los artistas modernos se dieron cuenta de la belleza salvaje de la región, y los documentalistas y cineastas describieron con sus cámaras las Eolias, redescubriéndolas al mundo.

## Economía y turismo

Navegación entre Lípari y Panarea. Al fondo, Salina

Durante la primera mitad del siglo XX, la plaga de filoxera de la vid provocó el éxodo de más de la mitad de sus 20.000 habitantes. El turismo ha devuelto la vida a las islas Eolias. A partir de 1970, el saldo migratorio comenzó a ser favorable, gracias a los empleos creados por el sector turístico.

Primero desembarcaron los vulcanólogos atraídos por la vitalidad de islas como Vulcano y Estrómboli. Luego llegaron los veraneantes, aprovechando la conexión con los puertos de la península o las aún más cercanas Sicilia (Milazzo y Mesina). Los barcos cubren la travesía de noche y ofrecen como espectáculo final las luces del alba frente a las islas. Los rápidos aliscafos hidroplano la hacen en menos de dos horas, a la vez que unen las islas entre sí.
En diciembre de 2000, la Unesco declaró las islas Patrimonio de la Humanidad, por la riqueza de sus ecosistemas y la belleza de sus parajes, preservados en algunos puntos y alterados en otros por la construcción turística descontrolada.
- Se cultivan el olivo y la vid, la alcaparra, el almendro, la higuera.
- También posee canteras de piedra pómez, hoy clausurada.